# Otto Hultberg (Sportschütze)
Otto Ferdinand Hultberg (* 14. November 1877 in Kågeröd; † 24. November 1954 in Göteborg) war ein schwedischer Sportschütze.

## Erfolge
Otto Hultberg nahm an den Olympischen Spielen 1924 in Paris in zwei Disziplinen auf den Laufenden Hirsch teil. Im Einzelwettbewerb verpasste er im Einzelschuss als Vierter knapp einen Medaillengewinn. Er hatte ebenso wie Cyril Mackworth-Praed und Otto Olsen 39 Punkte erzielt, unterlag den beiden jedoch im Stechen, sodass die Silbermedaille an Mackworth-Praed und die Bronzemedaille an Olsen ging. Erfolgreicher verlief dann der Mannschaftswettkampf im Einzelschuss, in dem er sich mit Mauritz Johansson, Fredric Landelius und Alfred Swahn die Silbermedaille hinter Norwegen und vor den Vereinigten Staaten sicherte. Hultberg war dabei mit 38 Punkten der drittbeste Schütze der Mannschaft.
Fünf Jahre darauf wurde Hultberg bei den Weltmeisterschaften in Stockholm zweimal Weltmeister. Im Einzelschuss blieb er sowohl in der Einzel- als auch in der Mannschaftskonkurrenz siegreich. Zudem wurde er mit der Mannschaft im Doppelschuss Vizeweltmeister.